# Markéta Jeřábková
Markéta Jeřábková (født. 8. februar 1996) er en kvindelig tjekkisk håndboldspiller, der spiller for danske Ikast Håndbold i Damehåndboldligaen og Tjekkiets kvindehåndboldlandshold.

## Håndboldkarriere
Jeřábková begyndte at spille håndbold som seksårig i sin fødeby ved HC Plzeň. I 2013 skiftede hun til ungdomsholdet i DHK Baník Most, selvom klubben ikke ejede et reelt ungdomshold i hendes aldersgruppe. Kun én dag efter sin 18 års fødselsdag spillede hun sin første kamp for DHK Baník Mosts andethold. Den 15. februar 2014 fik hun så sin debut på førsteholdet i DHK Baník Most. Med klubben vandt det tjekkiske mesterskab i hver sæson, indtil sommeren 2018. Her skiftede hun til den ungarske topklub Érd NK, hvor hun blev i to sæsoner. I sommeren 2020 skiftede hun så til den tyske Bundesliga-klub Thüringer HC. Med 250 mål blev hun topscorer i Bundesligaen i sæsonen 2020/21. Efter bare en enkelt sæson i Tyskland, skiftede hun til den norske storklub og forsvarende Champions League-vinder fra Vipers Kristiansand. Med Vipers vandt hun også det norske mesterskab og EHF Champions League i 2022. Hun scorede i alt 19 mål ved Final Four i Budapest og blev efterfølgende kåret til stævnets bedste spiller.
Hun fik sin officielle debut for det tjekkiske A-landshold, den 11. september 2014, efter også tidligere, at have optrådt for ungdoms- og juniorlandsholdene. Hun deltog også ved EM 2018 i Frankrig og igen ved EM 2020 i Danmark. Jeřábková var igen blandt de udtagne spillere for Tjekkiet ved VM i kvindehåndbold 2021 i Spanien.
Jeřábková skrev i december 2022 under på en tre-årig kontrakt med den danske ligaklub Ikast Håndbold, gældende fra sommeren 2023.

## Meritter
- EHF Champions League
  - Vinder (1): 2022, 2023
- Eliteserien
  - Vinder (2): 2022, 2023
- NM Cup
  - Vinder (2): 2022, 2023
- Tjekkiets første liga
  - Vinder (4): 2014, 2015, 2016, 2017